# Weißschulter-Kapuzineraffe
Der Weißschulter-Kapuzineraffe (Cebus capucinus) ist eine Primatenart aus der Gattung der Kapuzineraffen innerhalb der Neuweltaffen. Er kommt im westandinen Kolumbien, im Nordwesten von Ecuador südlich bis zum Río Esmeraldas und im Osten von Panama vor. Die übrigen mittelamerikanischen Kapuzineraffen werden heute unter der Bezeichnung Panama-Kapuzineraffe (Cebus imitatus) als eigenständige Art angesehen.

## Merkmale
Äußerlich sind Weißschulter-Kapuzineraffen und Panama-Kapuzineraffen fast nicht voneinander zu unterscheiden. Weißschulter-Kapuzineraffen erreichen Kopf-Rumpf-Längen von 33 bis 45 cm, dazu kommt noch ein 35 bis 55 cm langer Schwanz. Männchen sind mit einem Gewicht von 3 bis 4 kg erheblich schwerer als die Weibchen, die 1,5 bis 3 kg erreichen. Sie sind relativ schlank, Rumpf, Kopfoberseite, Arme und Beine, sowie der Schwanz sind schwarz, die Brust, der Haarkranz um das unbehaarte, rosafarbene Gesicht mit Stirn und Wangen, die Schultern und die Oberarmen sind weiß. Mit zunehmendem Alter kann die weiße Behaarung rund um das Gesicht dünner werden bis zu völligen Kahlheit im hohen Alter.

## Lebensweise
Der Lebensraum der Weißschulter-Kapuzineraffen sind Wälder, wobei sie in verschiedenen Waldtypen zu finden sind. Sie bevorzugen jedoch ungestörte Terra-Firme-Wälder und ältere Sekundärwälder. Außerdem kommen sie in periodisch überfluteten Wäldern (Igapó-Wald, Várzea-Wald), in inselartigen Restwäldern mit Attalea magdalenica-Palmen, in Mangroven und in laubabwerfenden Trockenwäldern in der Ebene und im Bergland vor. Am westlichen Hang der Anden leben sie bis in Höhen von 1800 bis 2200 Metern. Sie nutzen alle Höhenstufen der Wälder und gehen auch oft auf den Erdboden. Meist halten sie sich jedoch in möglichst großen Höhen auf. Weißschulter-Kapuzineraffen leben in Gruppen, die aus mehreren Männchen und Weibchen und dem gemeinsamen Nachwuchs bestehen. Beide Geschlechter etablieren eine Rangordnung. Die Gruppengröße liegt bei 6 bis 24 Tieren. Sie ernähren sich vor allem von reifen Früchten und Insekten, außerdem werden Blätter, Knospen, Blüten und Vogeleier häufig verspeist. Die Population auf der Pazifikinsel Gorgona sammelt auch Muscheln, die sie mit Steinschlägen öffnen und während der Ebbe fangen sie Krabben. Weibliche Weißschulter-Kapuzineraffen bekommen alle zwei Jahre ein einzelnes Jungtier. Die Trächtigkeitsdauer liegt bei 157 bis 167 Tagen. Geburten finden das ganze Jahr über statt, besonders viele Jungtiere werden aber von Dezember bis April geboren. Weißschulter-Kapuzineraffen können über 40 Jahre alt werden. Die Lebensweise des Weißschulter-Kapuzineraffen ist weitaus weniger gut erforscht als die des Panama-Kapuzineraffen. Man geht jedoch davon aus, dass sich beide Arten darin weitgehend gleichen.

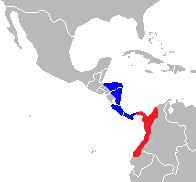
Rot, das Verbreitungsgebiet des Weißschulter-Kapuzineraffen, blau, das des Panama-Kapuzineraffen

## Parasiten
Anhand von Kotuntersuchungen aus vier Regionen Costa Ricas konnten verschiedene Fadenwürmer, ein nicht identifizierter Bandwurm, Kratzwürmer der Gattung Prosthenorchis und der Einzeller Giardia intestinalis nachgewiesen werden. Am häufigsten traten die Fadenwürmer Filariopsis barretoi und Strongyloides-Arten auf, darüber wurden zwei nicht genauer identifizierte Rollschwänze und ein Strongylide nachgewiesen.

## Systematik
Der Weißschulter-Kapuzineraffe wurde erstmals im Jahr 1758 durch den Begründer der modernen botanischen und zoologischen Taxonomie, den schwedischen Naturforscher Carl von Linné unter dem Namen Simia capucina beschrieben.
Grund für die Aufspaltung von Weißschulter-Kapuzineraffe und Panama-Kapuzineraffe in zwei Arten ist eine phylogenetische Untersuchung auf der Basis molekularbiologischer Merkmale, die ergab, dass die mittelamerikanischen Kapuzineraffen vor 1,7 Millionen Jahren von den südamerikanischen Weißschulterkapuzineraffen isoliert wurden und der genetische Abstand entsprechend groß ist. Cebus imitator, der schon im Jahr 1903 durch den britischen Zoologen Oldfield Thomas beschrieben wurde, später aber mit Cebus capucinus synonymisiert wurde, ist deshalb wieder zu einer eigenständigen Art geworden, was im Primatenband des Standardwerkes Handbook of the Mammals of the World so übernommen wurde.
Am unteren Río Cauca in Kolumbien hybridisiert der Weißschulter-Kapuzineraffe mit dem Weißstirn-Kapuzineraffen (Cebus albifrons).
Eine Population auf der Insel Gorgona rund 28 km vor dem Festland von Kolumbien, wird als eigenständige Unterart angesehen und hat den Namen Cebus capucinus curtus. Sie ist kleiner und hat einen kürzeren Schwanz.

## Gefährdung
Die Nominatform des Weißschulter-Kapuzineraffen ist relativ häufig und gilt als ungefährdet, die Unterart Cebus capucinus curtus ist wegen des kleinen Verbreitungsgebietes aber gefährdet. Der Weißschulter-Kapuzineraffe kommt in einigen Nationalparks und Schutzgebieten vor, in Kolumbien unter anderen in den Nationalparks Los Katíos und Utría und in Panama z. B. im Nationalpark Darién. Auch die Insel Gorgona ist ein Schutzgebiet.